# Jemadia gnetus
Espèce
Jemadia gnetus est une espèce de lépidoptères de la famille des Hesperiidae, de la sous-famille des Pyrginae et de la tribu des Pyrrhopygini.

## Dénomination
Jemadia gnetus a été nommé par Johan Christian Fabricius en 1781 sous le nom initial de Papilio gnetus.

### Nom vernaculaire
Jemadia gnetus se nomme Gnetus Skipper en anglais.

## Description
Jemadia gnetus est un papillon d'une envergure de 35 mm à 40 mm, au corps trapu, au thorax rayé noir et blanc en long et à l'abdomen rayé en cercle. 
Les ailes sont de couleur bleu ardoise foncé rayées de bandes blanches et bleu plus clair.

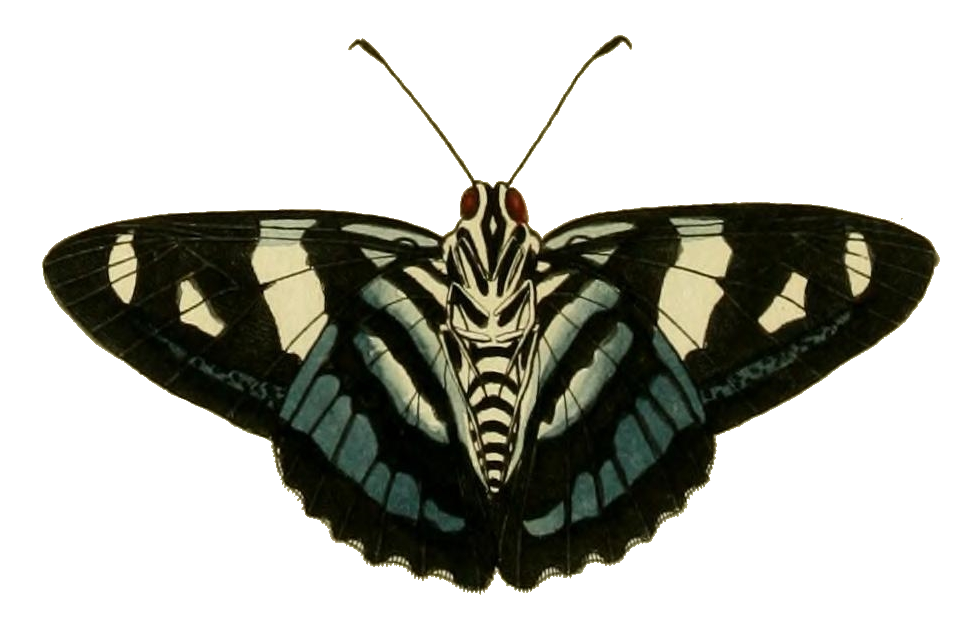
Jemadia gnetus revers

Le revers est semblable.

## Écologie et distribution
Jemadia gnetus est présent au Venezuela, en Colombie, en Bolivie, Équateur, au Pérou, au Brésil, au Surinam, en Guyana et en Guyane,,.

### Protection
Pas de statut de protection particulier.